# Anatoli Wassiljewitsch Kwaschnin

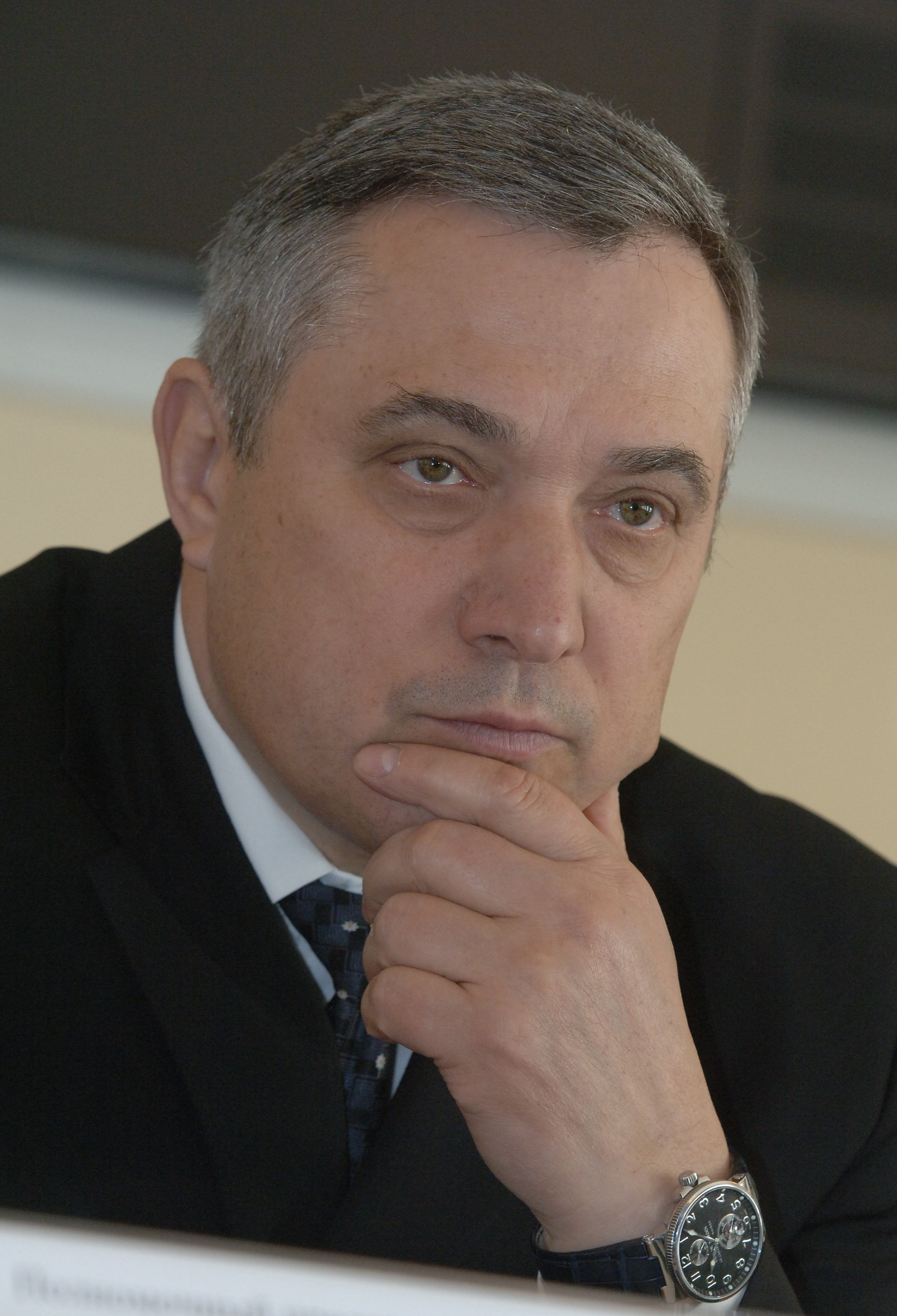
Anatoli Kwaschnin (2007)

Anatoli Wassiljewitsch Kwaschnin (russisch Анатолий Васильевич Квашнин; * 15. August 1946 in Ufa; † 7. Januar 2022 in Moskau) war ein russischer Militäroffizier, der von 1997 bis 2004 als Chef des Generalstabs der Russischen Streitkräfte diente. Von 2004 bis 2010 war er bevollmächtigter Vertreter des Präsidenten im Föderationskreis Sibirien.

## Leben
Kwaschnin beendete 1969 sein Studium am Institut für Maschinenbau in Kurgan mit einem Abschluss in Automobiltechnik. Während des Studiums machte er die zusätzliche Ausbildung zum Offizier der Reserve und wurde nach der Absolvierung des Instituts als Leutnant zum aktiven Militärdienst in die Streitkräfte der Sowjetunion einberufen. Er diente als Kommandeur eines Panzerzuges und später als Kommandeur der Panzerkompanie im 401. Panzerregiment der 201. motorisierten Schützendivision im Militärbezirk Turkestan. Nach der Beendigung des wehrpflichtigen Militärdienstes im Jahr 1971 entschied er sich, als Freiwilliger bei den Streitkräften zu bleiben.
Von 1973 bis 1976 studierte Kwaschnin an der Malinowski-Militärakademie der Panzertruppen, die er mit Auszeichnung absolviert hat, und wurde nach der Absolvierung zum Stabschef des 360. Panzerregiments der 18. Gardeschützendivision in Stráž pod Ralskem in die Tschechoslowakei ernannt. Während des Studiums an der Akademie wurde er im Oktober 1974 zum Hauptmann befördert. Im Oktober 1977, wenn er Stabschef des 360. Panzerregiments war, erfolgte seine Beförderung zum Major. Ab August 1978 wurde er Kommandeur des 360. Panzerregiments. 1980 wurde er zum Oberstleutnant befördert. Ab Februar 1981 diente er als Stabschef der 31. Panzerdivision. Im Juni 1982 wurde er zum Oberst befördert und zum Kommandeur der 78. Panzerdivision im Zentralasiatischen Militärbezirk ernannt. Im Oktober 1984 wurde er zum Generalmajor befördert.
Von 1987 bis 1989 studierte Kwaschnin an der Militärakademie des Generalstabes der Streitkräfte der UdSSR, die er mit Auszeichnung absolviert hat. Anschließend wurde er zum Ersten Stellvertretenden Kommandeur der 28. Armee im weißrussischen Militärbezirk ernannt. Vom 7. Mai bis zum 24. August 1992 befehligte er die 7. Panzerarmee in Baryssau.
Im August 1992 wurde Kwaschnin zum Stellvertretender Chef der Hauptoperationsverwaltung des Generalstabs der Streitkräfte der Russischen Föderation und – im Februar 1993 – zum Chef der Hauptoperationsverwaltung des Generalstabs der Streitkräfte der Russischen Föderation ernannt. Im Februar 1993 wurde er zum Generalleutnant befördert.
Während des Ersten Tschetschenienkriegs war er zwischen dem 20. Dezember 1994 und dem 31. Januar 1995 Befehlshaber der vereinten Gruppe der russischen Truppen in Tschetschenien. Ab Februar 1995 wurde er zum Kommandeur des Nordkaukasischen Militärbezirks ernannt. Im Februar 1993 wurde er zum Generaloberst befördert.
1997 erlangte er den Titel Kandidat der Wissenschaften in Soziologie.
Im Zeitraum von Mai 1997 bis Juli 2004 war er Chef des Generalstabs der Streitkräfte der Russischen Föderation und Erster Stellvertretender Verteidigungsminister der Russischen Föderation. Am 25. November 1997 wurde er zum Armeegeneral befördert. 1999 leitete er die russischen Militäroperationen im Dagestankrieg. Im Juni 2000 wurde Kwaschnin Mitglied des Sicherheitsrats der Russischen Föderation, was er bis 2010 blieb.
2004 erlangte er den Titel Doktor der Wissenschaften in Militärwissenschaft.
Am 9. September 2004 wurde Kwaschnin aus dem aktiven Militärdienst zur Reserve entlassen und trat in den Zivildienst als bevollmächtigter Vertreter des Präsidenten der Russischen Föderation im Föderationskreis Sibirien. Am 20. Dezember 2004 wurde Kwaschnin in den Zivildienstrang eines Wirklicher Staatsrat 1. Klasse der Russischen Föderation befördert. Am 9. September 2010 wurde er vom Posten des bevollmächtigten Vertreters des Präsidenten im Föderationskreis Sibirien entlassen und aus dem Zivildienst entlassen.
Am 15. August 2011 wurde Kwaschnin aus der militärischen Reserve entlassen und trat in den militärischen Ruhestand.
Kwaschnin starb am 7. Januar 2022 im Alter von 75 Jahren an COVID-19. Er wurde auf dem föderalen militärischen Gedenkfriedhof in der Oblast Moskau beigesetzt.

## Ehrungen und Auszeichnungen
- Held der Russischen Föderation (1999)
- Verdienstorden für das Vaterland
  - IV. Klasse (2001)
  - III. Klasse (2004)
  - II. Klasse (2010)
- Tapferkeitsorden (1996)
- Alexander-Newski-Orden (2016)
- Ehrenorden (2006)
- Orden „Für den Dienst am Vaterland in den Streitkräften der UdSSR“ III. Klasse (1989)
- Orden der Ehrenlegion (2004)
- Orden vom jugoslawischen Stern I. Klasse (1999)
- Ehrenbürger von Machatschkala (2000)
- Orden des Heiligen Nikolaus[1][3]